# Ernest Ier de Brunswick-Grubenhagen
Pour les articles homonymes, voir Ernest Ier.
Ernest Ier (vers 1297 – 9 mars 1361) est duc de Brunswick-Lunebourg et prince de Grubenhagen de 1322 à sa mort.
Deuxième fils du duc Henri Ier « le Merveilleux » et d'Agnès de Misnie, il succède à son père conjointement avec ses frères Henri II « le Grec » et Guillaume en 1322. Il s'établit à Osterode am Harz et survit à ses deux frères. Son fils ainé Albert lui succède à sa mort à Grubenhagen et Salzderhelden ; le puiné Jean II renonce rapidement au pouvoir en 1364 et entre dans les ordres ; son frère Ernest (II) l'imite tandis que le benjamin Frédéric reçoit Osterode et Hertzberg.

## Descendance
En 1335 ou 1336, Ernest épouse Adélaïde, fille du comte Henri II d'Everstein, dont :
- Othon (né en 1337, mort jeune) ;
- Albert Ier (vers 1339-1383), duc de Brunswick-Lunebourg à Salzderhelden;
- Jean II  (mort en 1401), chanoine à Hildesheim, Einbeck et Mayence ;
- Adélaïde (vers 1341-1406), épouse vers 1362 le duc Bogusław V de Poméranie ;
- Agnès (vers 1342-1394), épouse en 1362 le comte Ulrich de Hohnstein ;
- Anne (vers 1343-1409), épouse en 1362 le comte Henri VIII de Hohnstein ;
- Ernest (II) (vers 1346-1400 ou 1402), abbé de Corvey associé de 1361 à  1383;
- Frédéric (vers 1350-1421), épouse Adélaïde d'Anhalt associé de 1361 à 1421

à Osterode et Hertzberg ;
- Anne (vers 1360-1437), abbesse d'Osterode.